# Goniodiscaster rugosus
Goniodiscaster rugosus är en sjöstjärneart som först beskrevs av Perrier 1875.  Goniodiscaster rugosus ingår i släktet Goniodiscaster och familjen Oreasteridae. Inga underarter finns listade i Catalogue of Life.